# Heidi Blomstedt

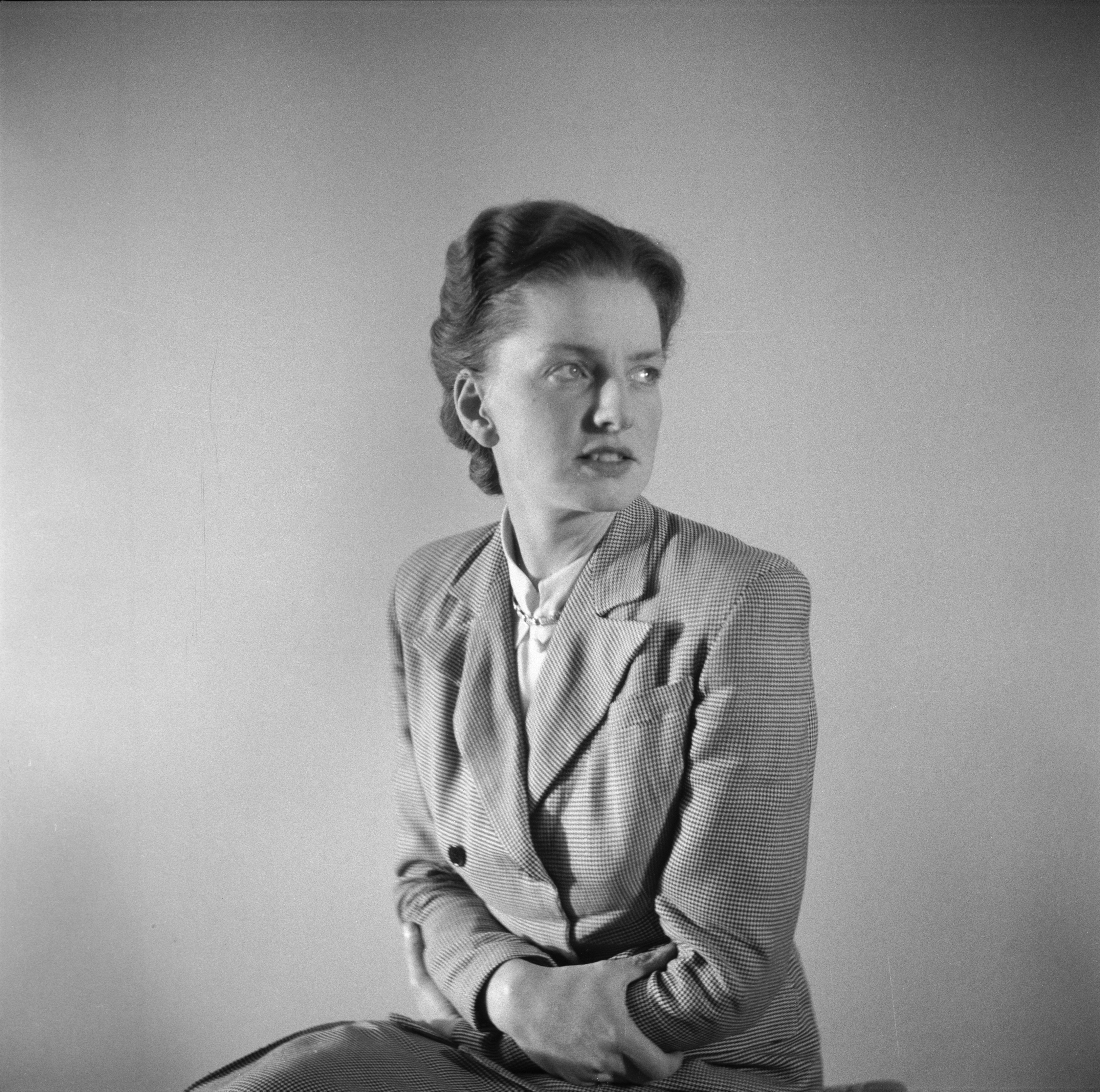
Heidi Blomstedt, 1940

Heidi Kristina Blomstedt (nascida  Sibelius; Järvenpää, 20 de junho de 1911-Helsinki, 3 de janeiro de 1982) fou uma ceramista da Finlândia.
Estudou ceramica na universidade de arte e design de Helsinki e trabalhou como freelance e para a companhia Arabia.
Com o seu marido, o arquiteto Aulis Blomstedt, teve quatro filhos: Severi Blomstedt (1946–),  Petri Blomstedt (1941-1997), Anssi Blomstedt (1945–) e Juhana Blomstedt (1937-2010).
O seu pai era o famoso compositor Jean Sibelius.